# ۱۰۱۳ (قمری)
۱۰۱۳ (قمری)، هزار و سیزدهمین سال در گاهشماری هجری قمری است. اول محرم این سال برابر با سی‌ام مه سال ۱۶۰۴ میلادی است.

## وابسته
- ارامنه ایران